# Riex
Riex est une localité de la commune de Bourg-en-Lavaux et une ancienne commune suisse du canton de Vaud, située dans le district de Lavaux-Oron.

## Histoire

Photo aérienne, Riex au premier plan (1954)

En 2007 en Suisse, un projet de fusion avec les communes voisines de Cully, Épesses, Grandvaux et Villette est relancé, deux ans après un premier refus en votation populaire d'un projet similaire le 25 février 2005. Le référendum est accepté le 17 mai 2009, les communes validant leur fusion sous le nom de Bourg-en-Lavaux dès juillet 2011.

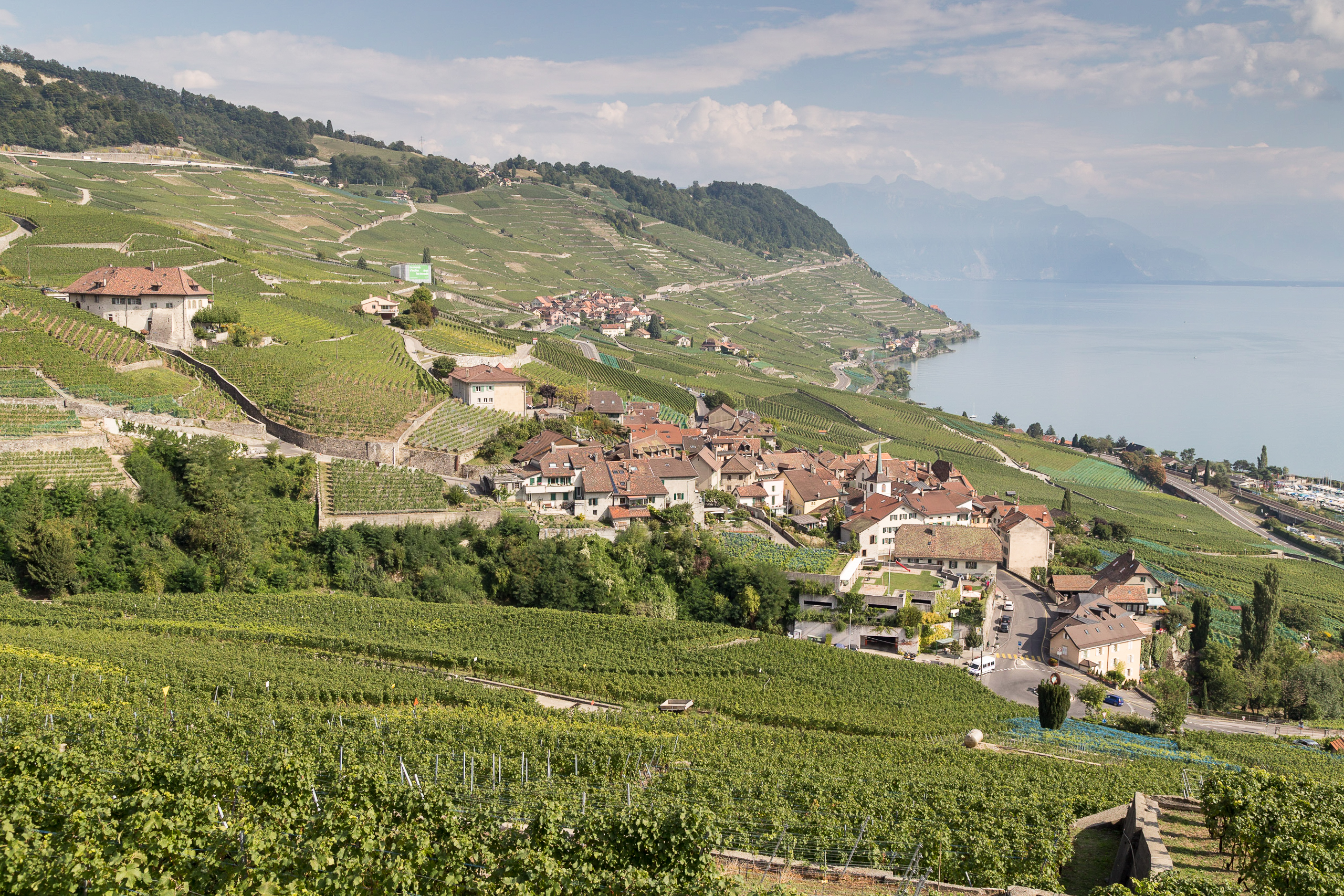
Les vignes, le village et le Léman.

## Monuments
La Tour de Gourze, une tour de guet médiévale datant d'entre le début du IXe siècle et la fin du XIe siècle), se trouve sur le territoire communal.